# 小荩草
小荩草（学名：Arthraxon microphyllus）为禾本科荩草属下的一个种。

## 扩展阅读
- 維基物種上的相關：小荩草